# Йоахім Драйфке
Йоахім Драйфке (нім. Joachim Dreifke, 26 грудня 1952) — німецький академічний веслувальник.
Олімпійський чемпіон 1980 року в складі парної двійки, бронзовий призер 1976 року в одиночці.
Чемпіон світу 1974 (парні четвірки), 1977 (одиночки), 1981 (парні двійки) років, срібний призер 1975 року в складі парної двійки.